# Emrah Günden
Emrah Günden (* 8. Juli 1988 in Kadıköy) ist ein türkischer Fußballspieler.

## Karriere
Günden wurde bei Kartalspor ausgebildet und wurde 2005 von Gençlerbirliği Ankara verpflichtet, wo er 21 Spiele für die zweite Mannschaft bestritt, jedoch nie für die Profis spielte. Kurze Zeit später wechselte er zu Maltepespor, um dann nach knapp zwei Jahren bei Sultanbeyli Bld. zu unterschreiben. Hier gelang ihm der Durchbruch, in der Abwehr ist er gesetzt. In der Saison 2014/15 gelang ihm mit seinem Verein der Aufstieg in die 4. Liga.

## Erfolge
- Meister der BAL und Aufstieg in die TFF 3. Lig: 2014/15